# Суфчинский, Михал
Михаил Суфчинский (правильнее Михал; 21 апреля 1670 — 27 мая 1714) — польский проповедник и историк, преподаватель-богослов и духовный писатель
.
Образование получил у иезуитов в Варшаве и с 1 сентября 1686 года являлся членом этого ордена. Преподавал грамматику, на протяжении трёх лет — гуманитарные науки, затем ещё четыре года — риторику, схоластику и философию в Вильне, затем до конца жизни преподавал в иезуитской коллегии в Несвиже.
Кроме проповедей, под вымышленным именем Владислава Тырлая напечатал обширное сочинение, представляющее жизнеописания некоторых королев польских: «Corona austrialis in Polonia inter tergemina diademata augustissima constellatione refulgens» (Вильна, 1705).